# 风宣玄品
《风宣玄品》古琴谱。是由朱厚爝于明嘉靖十八年撰辑。

## 琴谱关联
前有朱厚爝自序及嘉靖十八年山西右布政使張鯤序文，卷一轉錄了大部分宋代田芝翁《太古遺音》的琴論材料及《太音大全集》的琴論材料。《太音大全》即《太古遺音大全》）增加圖說至一百五十四幅之多。卷二之卷十位琴譜，共收一百零一曲。